# Isabel Lázaro Pina
Isabel Lázaro Pina   (Saragossa, 1966) és una política saragossana que viu a Tarragona. El 2015 fou membre del Partit Popular a Tarragona i quatre anys després va passar a Vox esdevenint en presidenta de la delegació provincial i la candidata en les eleccions municipals de Tarragona.
Des d'octubre de 2019 Lázaro treballa com a assessora pel seu partit a la Diputació Provincial de Saragossa.
El 10 de gener de 2021 el partit ultradretà va presentar Isabel com la candidata per Tarragona en les eleccions al Parlament de Catalunya de 14 de febrer del mateix any. El partit va obtenir dos escons en la circumscripció, la qual cosa significa que es va convertir en diputada juntament amb Sergio Macián de Greef. Fou presidenta de Vox Tarragona fins al 2024, quan fou rellevada per Macián de Greef.